# Intermezzo n.º 1
"Intermezzo nº 1" é uma composição gravada pelo grupo pop sueco ABBA lançada no álbum ABBA em 1975.
A canção foi o lado B de "Mamma Mia". Sua gravação ocorreu em 11 de dezembro de 1974, chamada primeiramenta como: "Bach-låten", "Honeysuckle Rose" e "Mama". Ela foi gravada na Glenstudio de Stocksund e retocada no estúdio Metronome em Estocolmo.
Era uma peça instrumental, que pode ser ouvida especialmente do teclado de Benny. A música foi incluída no álbum como a faixa #9. Era comumente realizada pelas tours do grupo em 1974, 1975, 1977, 1979 e 1980. Em outros países, o lado B foi "Tropical Loveland" e no Japão, novamente, "People Need Love" foi lançada como lado B do single.